# John Spencer (3. hrabia Spencer)
John Charles Spencer, 3. hrabia Spencer (ur. 30 maja 1782 w Spencer House w Londynie, zm. 1 października 1845 w Wiseton) – brytyjski arystokrata i polityk, członek stronnictwa wigów, minister w rządach lorda Greya i lorda Melbourne’a.
Był najstarszym synem George’a Spencera, 2. hrabiego Spencer, i lady Lavinii Bingham, córki 1. hrabiego Lucan. Od 1783 r. nosił tytuł grzecznościowy „wicehrabiego Althorp”. Wykształcenie odebrał w Harrow School oraz w Trinity College na Uniwersytecie Cambridge.
W 1804 r. uzyskał mandat parlamentarny z okręgu Okehampton. W 1806 r. bez powodzenia startował w wyborach parlamentarnych w okręgu Cambridge University, ale uzyskał mandat z okręgu Northamptonshire. W latach 1806–1807 był lordem skarbu. Przez następne lata nieregularnie uczestniczył i zabierał głos na posiedzeniach Izby Gmin. 14 kwietnia 1814 r. poślubił Esterh Acklom, jedyną córkę Richarda Ackloma. Lady Althorp zmarła przy porodzie w 1818 r.
Lord Althorp powrócił do czynnego życia publicznego w 1819 r. Kiedy wigowie doszli do władzy w 1830 r., Althorp otrzymał stanowiska kanclerza skarbu i przewodniczącego Izby Gmin. Był gorącym zwolennikiem reformy wyborczej. Podczas debat nad Great Reform Bill zabierał głos ponad 20 razy. Reforma została uchwalona w 1832 r. Podzieliła ona okręg Northamptonshire a Althorp został reprezentantem jego południowej części. W 1834 r. zmarł jego ojciec, John odziedziczył tytuł 3. hrabiego Spencer i zasiadł w Izbie Lordów. Jako par musiał zrezygnować z urzędu kanclerza skarbu. Kandydat na jego następcę, lord John Russell, nie zyskał uznania w oczach króla Wilhelma IV, który wykorzystał dymisję Spencera jako pretekst do zdymisjonowania gabinetu.
Po odziedziczeniu tytułu parowskiego lord Spencer wycofał się z czynnego życia politycznego. Czas spędzał w swoich wiejskich posiadłościach. W 1838 r. został pierwszym prezesem Królewskiego Towarzystwa Rolniczego. Zmarł w 1845 r. Tytuł parowski odziedziczył jego młodszy brat, Frederick.